# الرهيمة
الرُهَيمة قرية عراقية ومقاطعة رقمها 9، في ناحية بانيقيا في غرب مدينة النجف والمسافة بينهما 5.24 كيلومترات، على طريق الحج البري، حدودها من الشرق آثار حميركان التي كانت عين ماء اندرست، ومن الغرب تلال غار دهام الصخرية ومن الشمال تلال رملة جعيفر الرملية ومن الجنوب مياه فيضة أم الوراك، وبين قرية الرهيمة وعين الرهيمة التاريخية 3 كيلومترات، وقال السكوني "عين بعد خفيّة إذا أردت الشام من الكوفة بينها وبين خفيّة ثلاثة أميال، وبعدها القطيفة مغرباً. وقال المقدسي في كتابه أحسن التقاسيم "وأما طريق الكوفة فتأخذ من الكوفة الى الرّهيمة ١٢ ميلا ثم الى النّحيت نهارين"،
وذكرها المتنبي، فقال:
- فيا لك ليلا على أعكش‌ # أحمّ البلاد خفيّ الصوى‌

- وردن الرّهيمة في جوزه # وباقيه أكثر ممّا مضى‌